# Sinder
Sinder ist eine Landgemeinde im Departement Tillabéri in Niger.

## Geographie
Sinder liegt auf beiden Ufern des Flusses Niger nordwestlich der Regionalhauptstadt Tillabéri. Die Nachbargemeinden sind Dessa im Norden, Bibiyergou im Nordosten, Sakoïra im Osten, Tillabéri im Südosten, Gothèye im Süden, Dargol und Kokorou im Südwesten sowie Méhana im Westen. In klimatischer Hinsicht gehört die Gemeinde zur Sahelzone, in geologischer Hinsicht zum älteren Präkambrium. Bei den Siedlungen in der Gemeinde handelt es sich um 27 Dörfer und 75 Weiler. Der Hauptort der Landgemeinde ist das Dorf Sawani.
Sinder ist nicht mit der ehemaligen nigrischen Hauptstadt Zinder zu verwechseln, die insbesondere in älteren deutschsprachigen Publikationen – etwa in den Reiseschilderungen des deutschen Afrikaforschers Heinrich Barth – ebenfalls als Sinder bezeichnet wird.

## Geschichte

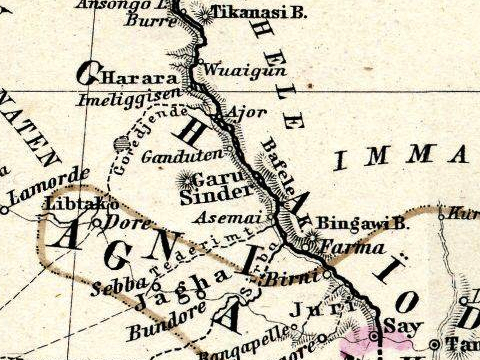
Sinder in Stielers Hand-Atlas (1891)

Heinrich Barth, der 1854 vor der Siedlung lagerte, für die er die Schreibweise Ssínder verwendete, schätzte ihre Einwohnerzahl einschließlich einer vorgelagerten Inselsiedlung auf 16.000 bis 18.000 und beschrieb sie als regional bedeutenden Getreidemarkt.
Bei der militärischen Besetzung der späteren Nigerkolonie durch Frankreich war Sinder neben Doulsou und Yatakala 1899 der erste Ort, an dem ein französischer Militärstützpunkt eingerichtet wurde. Sinder wurde Hauptort des Kreises Sinder (cercle de Sinder), der die Gebiete der heutigen Departements Téra und Tillabéri umfasste. Schon im Juli 1900 wurde Doulsou zum Hauptort des Kreises. Im Jahr 1905 wurde Sinder dem neuen Militärterritorium Niger angeschlossen. Später schwand die überregionale Bedeutung des Orts.

## Bevölkerung
Bei der Volkszählung 2012 hatte Sinder 28.165 Einwohner, die 3861 Haushalten lebten. Bei der Volkszählung 2001 betrug die Einwohnerzahl 25.133 in 3530 Haushalten.
Im Hauptort lebten bei der Volkszählung 2012 2034 Einwohner in 281 Haushalten, bei der Volkszählung 2001 1027 in 144 Haushalten und bei der Volkszählung 1988 3839 in 564 Haushalten.
In ethnischer Hinsicht ist die Gemeinde ein Siedlungsgebiet von Kurtey und Songhai.

## Politik
Der Gemeinderat (conseil municipal) hat 12 gewählte Mitglieder. Mit den Kommunalwahlen 2020 sind die Sitze im Gemeinderat wie folgt verteilt: 8 MNSD-Nassara, 3 PNDS-Tarayya und 1 RNDP-Aneima Banizoumbou.
Jeweils ein traditioneller Ortsvorsteher (chef traditionnel) steht an der Spitze von 20 Dörfern in der Gemeinde.

## Kultur und Sehenswürdigkeiten
Im Dorf Soudani steht eine 1956 in traditioneller Lehmbauweise errichtete Freitagsmoschee.

## Wirtschaft und Infrastruktur
Sinder befindet sich in einem landwirtschaftlich genutzten Gebiet, in dem Reis und Hirse angebaut werden. Gesundheitszentren des Typs Centre de Santé Intégré (CSI) sind im Hauptort Sawani sowie in den Siedlungen Soudani und Wissili vorhanden. Der CEG Sinder ist eine allgemein bildende Schule der Sekundarstufe des Typs Collège d’Enseignement Général (CEG). Beim Centre de Formation aux Métiers d’Ambida (CFM Ambida) im Dorf Ambida handelt es sich um ein Berufsausbildungszentrum.